# Він не хотів убивати…
«Він не хотів вбивати…» (рос. «Он убивать не хотел…») — грузинський радянський фільм кінорежисера Георгія Шенгелая, знятий за мотивами роману А. Пурцеладзе «Маци Хватія» і народними переказами.

## Сюжет
У фільмі оповідається історія легендарного грузинського месника XIII століття, благородного розбійника Маці Хвітія, який мужньо виступив проти княжого свавілля.
Дії відбуваються у Грузії XVIII століття. На обрії з'явилася турецька фелюга і обличчя людей на березі стають похмурими: поява чужих не обіцяє нічого гарного. Так з перших же кадрів на екрані з'являється атмосфера тривоги, недобре передчуття.
Клаптик землі, стара хатина, добрий кінь — нічого більше не треба від життя герою фільму — Маці Хвітія. У нього є старий батько, сестри, улюблена дівчина Ека і вірний друг Кочойя. Але настає мить, коли цьому щастю приходить кінець: правителька країни княгиня Дадіані побажала узяти Маці в свою свиту. Той мав зухвалість відмовитися. І запалав, підпалений людьми Дадіані, будинок Маці. Убитий батько. Сестри викрадені. А Еку, дивом вирвану з рук княжих прислужників, довелося заховати в гірському селищі неприступної Сванетії. Лише Кочойя залишився поряд з Маці. І, як зацьковані звіри, озираючись, чекаючи пострілу в спину, вирушають друзі з рідних місць. Тепер у них єдина дорога — до знаменитого Омара Марганія, розбійника, який спустошує володіння князів Дадіані. Лише так зможе розплатитися Маці за заподіяне йому зло…

## Актори
- Алек Габечава — Маці Хвітія
- Манана Абазадзе — Ека
- Георгій Кавтарадзе — Кочойя
- Додо Абашидзе — Омар Марганія
- Резо Хобуа — Dzgvibi
- Васо Цуладзе — Khvicha
- Ліана Асатіані — Gurandukhti
- Георгій Геловані — Mouravi
- Кахі Кавсадзе — Принц
- Д. Купарадзе — Священик
- Зураб Кіпшидзе — Кочойя молодший
- Тіна Чарквіані
- М. Дондоладзе
- Бондо Гогінава
- М. Джанджгава
- К. Мджаванадзе
- Д. Окросцварідзе
- Коте Толорая
- Л. Вачнадзе

## Нагороди
- Приз кінофестивалю республік Закавказзя й України (Тбілісі, 1967) за найкращий героїко-романтичний фільм на історичному матеріалі (Георгій Шенгелая).
- Приз «Золота газель» і пам'ятний диплом участі у міжнародному кінофестивалі середземноморських країн у Танжері (1968) (Георгій Шенгелая).